# Tana severní
Tana severní (Tupaia belangeri) je drobný savec z čeledi tanovitých. Obývají tropické pralesy Jihovýchodní Asie do nadmořské výšky 1000 metrů.

## Popis
Tana severní je drobný živočich o hmotností 100 až 150 gramů, její délka těla je od  12,5 do 18 cm, osrstěný ocas má dlouhý 14,5 až 17,5 cm. Má dlouhé štíhlé tělo, zřetelné ušní boltce a velké černé oči. Končetiny mají stejně dlouhé, chodidla jsou lysá, prsty mají zakřivené drápky. Mají dlouhý čenich bez viditelných hmatových vousků a stejně jako ostatní tany vyvinutý podjazyk, který požívají k čistění své šedivé až šedočerné srsti.

## Stravování
Jsou to všežravci, živí se různými tropickými plody, semeny i listy určitých stromů, ale hlavně svým protáhlým čenichem prohledávají spadlé listí a trouchnivějící dřevo, aby tam nalezli hlavní složku své potravy bezobratlé i drobné obratlovce, někdy uloví i malé savce. Při hledání potravy se orientují převážně zrakem, málo čichem.

## Způsob života
Jsou to výrazně denní živočichové, zdržují se na stromech i na zemi. Stejně hbitě jako po zemi se pohybují ve větvích, dlouhé pohyblivé prsty s ostrými drápy umožňují pevné uchycení větví. Kořist chytají a usmrcují špičatými předními zuby, stoličky používají k drcení potravy. Při žrádle sedí na zadních nohou a kořist si přidržují předními končetinami po způsobu veverek. Samec se samicí sdílí společné hnízdo v dutině stromů.

## Rozmnožování
Samice po 45 až 55 dnech březostí rodí 1 až 2 holá mláďata vážící jen 10 až 15 gramů, která ukládá do nového hnízda v dutině stromu. Rodiče shánějí přes den potravu a přebývají v jiném hnízdě, samice přichází mladé nakojit jen jednou denně. Mláďata rychle rostou, asi měsíc stará mláďata jsou odstavena a již žijí společně s rodiči a ve věku dvou měsíců jsou téměř stejně veliká. Pohlavní dospělosti dosahují za 2 až 4 měsíce. Dožívají se v přírodě asi pěti let a v umělých chovech 12 let.

## Chov v zoo
Tento druh je chován přibližně ve čtyřech desítkách evropských zoo (stav jaro 2019). V rámci Česka se jedná o pět zoo:
- Zoo Dvorec
- Zoo Jihlava
- Zoo Praha
- Zoo Ústí nad Labem
- Zoo Ostrava

### Chov v Zoo Praha
V Zoo Praha je tento druh k vidění od roku 2001. O rok později se podařilo odchovat první mládě. Původně byly tany vystavovány v pavilonu malých živočichů, který se proměnil v pavilon Afrika zblízka. Od roku 2004 jsou vystaveny v pavilonu Indonéská džungle. Právě mládě tan severních v tomto pavilonu se v prosinci 2004 stalo vůbec prvním odchovem této významné chovatelsko-expoziční stavby. V průběhu roku 2018 byla odchována tři mláďata. Na konci roku 2018 bylo chováno pět jedinců. V roce 2019 se podařilo odchovat 12 mláďat a na konci roku zoo chovala 13 jedinců. Na počátku února 2020 přišla na svět dvě mláďata a v závěru následujícího měsíce následovala další dvě.